# Патті Пейдж
Патті Пейдж (англ. Patti Page; справжнє ім'я: Клара Енн Фаулер, 8 листопада 1927 — 1 січня 2013) — американська співачка, зірка естради 1950-х років, за понад п'ять десятиліть творчої діяльності продала у світі більше 100 мільйонів платівок.
Пейдж підписала контракт з Mercury Records в 1947 і стала першою знаменитою співачкою цього лейбла, почавши своє сходження у хіт-парадах з пісні «Confess» (1948). Перший великий успіх приніс їй в 1950 році сингл-бестселер «With My Eyes Wide Open, I'm Dreaming».
У період з 1950 по 1965 Пейдж випустила 14 хітів-«мільйонників». Найвідомішим з них залишається «Tennessee Waltz»: записана в 1950 році, пісня протрималася 13 тижнів на вершині списків «Біллборда» (тоді — Billboard's Best-Sellers List), стала одним з бестселерів XX століття, і одним з двох офіційних гімнів штату Теннессі. На вершину американського хіт-параду піднімалися і три інших її сингли початку 1950-х років: «All My Love (Bolero)», «I Went to Your Wedding» і «(How Much Is That) Doggie in the Window».
На відміну від багатьох популярних естрадних виконавців 1950-х років, відтиснутих на узбіччя зірками рок-н-ролу, Патті Пейдж не здала позицій. Збагативши свій стиль мотивами музики кантрі, вона продовжувала випускати хіти і в 1960-х роках («Old Cape Cod», «Allegheny Moon», «A Poor Man's Roses (Or a Rich Man's Gold)», «Hush, Hush, Sweet Charlotte»). Сингли Патті Пейдж з'являлися в кантрі-чартах «Біллборда» аж до 1982. У 1997 Пейдж була введена в Зал музичної слави штату Оклахома.
Співачка записала 50 альбомів, а також 19 золотих і 14 платинових синглів.
Померла в будинку для літніх людей у штаті Каліфорнія на 86-му році життя. Причиною смерті співачки стала серцева недостатність.
У лютому 2013 року їй мали вручити премію «Греммі» за заслуги в галузі музики. Організатори премії оголосили, що нагорода буде присуджена виконавиці посмертно.

## Життєпис
Патті Пейдж (справжнє ім'я Клара Енн Фаулер) народилася 8 листопада 1927 року в Клерморі (штат Оклахома, США) у великій та бідній родині залізничника. Мати і старші сестри Енн працювали складальницями на бавовняній плантації. Багато років потому співачка згадувала, що у будинку не було електрики, і після настання темряви вона не мала можливості навіть читати.
Енн навчалася у середній школі Деніела Вебстера (Daniel Webster High School) в Талсі, яку закінчила у 1945 році.
У 18 років Фаулер стала регулярно виступати в радіопрограмі станції KTUL (Талса, Оклахома), спонсором якої була молочна компанія «Page Milk Company». Саме на честь останньої співачку початківицю стали представляти в ефірі як Патті Пейдж (Patti Page). У 1946 році саксофоніст і менеджер оркестру Джек Раель, який приїхав в Талсу заради одного концерту, почув Пейдж по радіо і одразу запропонував їй увійти до складу свого оркестру «Jimmy Joy Band». Пізніше, залишивши оркестр, Раель став персональним менеджером співачки.
У 1947 році Пейдж підписала контракт з «Mercury Records» і стала першою знаменитою співачкою цього лейблу.
Свій перший синґл, пісню «Confess», Патті Пейдж записувала у 1947 році під час страйку, тому не виявилося виконавців, які могли б додати бек-вокал до її вокальній партії. За згодою лейбла співачка вирішила записати вокал методом накладання. Завдання було здійснено продюсером Мітчем Міллером, що працювали в «Mercury Records» і знайомим з цією технологією. Таким чином Патті Пейдж стала першою попвиконавицею, яка випустила платівку із записом багаторазово накладеного вокалу.
Пізніше метод був використаний багаторазово в найпопулярніших її платівках 1950-х років, з цієї причини ім'я співачки класифікувалося у чартах як назва гурту, причому в одному випадку, коли вона заспівала чотирма голосами, як «The Patti Page Quartet». У 1948 році «Confess» піднявся до 12 сходинки в списку «Billboard Best-Sellers». За ним пішли ще чотири релізи в 1948—1949 роках, з яких у двадцятку увійшли «So in Love і Money», «Marbles, and Chalk».
У 1950 році Пейдж випустила свій перший бестселер, тираж якого перевищив мільйон: «With My Eyes Wide Open, I'm Dreaming». За ним пішов All My Love (Bolero), що став її першим чарттоппером в «Біллборді»: синґл п'ять тижнів очолював списки. У тому ж році гітами стали синґли «I Dont Care If the Sun Dont Shine і Back in Your Own Backyard».
Наприкінці 1950 року вийшов Tennessee Waltz: він піднявся на першу сходинку і ознаменував найбільше комерційне і творче досягнення в кар'єрі співачки, протримавшись на вершині хіт-параду 13 тижнів. До кінця 1950-х років пісня розійшлася більш ніж 7-мільйонним накладом, ставши згодом одним з найвидатніших американських бестселерів усіх часів. У 1983 році пісня прозвучала у фільмі «Справжні чоловіки» (The Right Stuff).
У 1951 році послідувала серія гітів: «Would I Love You» (Love You, Love You), «Mockin 'Bird Hill» (кавер-версія гіта Леса Пола і Мері Форд), «Mister and Mississippi», «And So to Sleep Again» та перший студійний альбом «Folk Song Favorites». У 1952 році Патті Пейдж втретє піднялася на вершину американського гіт-параду з «I Went to Your Wedding». Увійшли в чарти і три інших сингли Пейдж: «Come What May, Once In a While і Why Dont You Believe Me».
У 1953 році Патті Пейдж записала для альбому дитячих пісеньок, гумористичну композицію Боба Мерілла (How Much Is That) Doggie in the Window і з нею в четвертий раз піднялася на вершину чартів. За нею послідували хіти Changing Partners, Cross Over the Bridg, Steam Heat і Let Me Go Lover.
Патті Пейдж регулярно з'являлася в телепрограмах, у неї з'явилися і авторські телепрограми: Scott Music Hall (NBC, 1952-53), серія програм для Oldsmobile під назвою The Patti Page Show (1955), The Big Record (CBS, 1957-58) і The Patti Page Olds Show (ABC, 1958-59). У 1960 році Пейдж дебютувала на кіноекрані у фільмі Elmer Gantry, потім знялася в Boys Night Out, також записавши пісню для саундтрека.
У 1961 році Пейдж повернулася в чарти з хітами Youll Answer to Me і Mom and Dads Waltz; останній успіх в Billboard Pop Chart приніс їй сингл Hush … Hush Sweet, Charlotte (1965) з однойменного фільму. Незадовго до цього Пейдж підписала контракт з Columbia Records, її сингли входили в чарт Hot Adult Contemporary: мали успіх, зокрема, кавер-версії You Can't Be True, Dear, Gentle On My Mind і Little Green Apples — з нею Пейдж в останній раз увійшла в основний американський хіт-парад.
Після повернення в Mercury Records в 1970 році в репертуарі Пейдж стали переважати кантрі-кавери, а альбом 1971 Id Rather Be Sorry складався з одних тільки кантрі-номерів.
Потім у кар'єрі Патті Пейдж настала пауза; вона повернулася до активної музичної діяльності лише в 1980 році, коли стала записуватися на Plantation Records.
У 1988 році Пейдж дала концерт у Нью-Йорку, де до цього не з'являлася 20 років. Її виступ в Ballroom було тепло зустрінутий критикою. У 1990-х роках вона заснувала власний лейбл звукозапису CAF Records. Приблизно в цей же час переїхала в Сан-Дієго (Каліфорнія). У 1998 році вийшов її перший концертний альбом Live at Carnegie Hall: The 50th Anniversary Concert, що отримав Греммі в категорії Best Traditional Pop Vocal Performance.
1 січня 2013 Патті Пейдж померла в старечому будинку в штаті Каліфорнія на 86-му році життя. Причиною смерті співачки стала серцева недостатність.

## Дискографія

### Альбоми
- 1951 — Folksong Favorites
- 1954 — And I Thought About You
- 1954 — Just Patti
- 1954 — Patti Sings for Romance
- 1954 — Patti's Songs
- 1954 — So Many Memories
- 1954 — Song Souvenirs
- 1955 — Christmas with Patti Page
- 1955 — I've Heard That Song Before Mercury
- 1955 — Indiscretion
- 1955 — Let's Get Away from It All
- 1955 — Patti Page on Camera
- 1955 — Romance on the Range
- 1955 — The Waltz Queen
- 1955 — Three Little Words
- 1956 — I'll Remember April
- 1956 — In the Land of Hi Fi
- 1956 — Manhattan Tower
- 1956 — Music for Two in Love
- 1956 — My Song
- 1956 — Page 1
- 1956 — Page 2
- 1956 — Page 3
- 1956 — Page 4
- 1956 — The East Side
- 1956 — The Voices of Patti Page
- 1956 — You Go to My Head
- 1959 — The West Side
- 1960 — Just a Closer Walk with Thee
- 1960 — Patti Page Sings and Stars in 'Elmer Gantry'
- 1961 — Country & Western Golden Hits
- 1962 — Go on Home
- 1962 — Sings Golden Hits of the Boys
- 1963 — Patti Page on Stage
- 1963 — Say Wonderful Things
- 1963 — The Singing Rage
- 1964 — Blue Dream Street
- 1964 — The Nearness of You
- 1965 — Hush, Hush, Sweet Charlotte
- 1968 — Gentle on My Mind
- 1970 — Stand by Your Man
- 1971 — I'd Rather Be Sorry
- 1993 — Christmas with Patti Page
- 1998 — Live at Carnegie Hall: The 50th Anniversary Concert
- 1998 — Allegheny Moon
- 1998 — Love After Midnight[7].

## Фільмографія
- 1960 : «Елмер Гантрі» / (Elmer Gantry) — Сестра Рахіль
- Dondi (1960)
- Boys' Night Out (1962)
- 2004: The Patti Page Video Songbook
- 2004: Patti Page — Sings the Hits
- 2005: In Concert Series: Patti Page

## Виноски
1. 1 2  Deutsche Nationalbibliothek Record #134478983 // Gemeinsame Normdatei — 2012—2016.
2. 1 2  Bibliothèque nationale de France BNF: платформа відкритих даних — 2011.
3. ↑  Patti Page still is a 'Singing Rage'. South Coast Today. 17 лютого 1999. Архів оригіналу за жовтень 18, 2015. Процитовано 23 липня 2008.
4. ↑  
Spirus-Temporis.com (англійською) . Архів оригіналу за 26 лютого 2012. Процитовано 23 липня 2008.
5. 1 2  
John Bush (2008). Patti Page. Allmusic. Архів оригіналу за 7 квітня 2012. Процитовано 10 вересня 2009.
6. ↑  Померла легенда американської естради
7. ↑  
Patti Page. Discography (англійською) . Архів оригіналу за 7 квітня 2012. Процитовано 10 вересня 2009.